# Comunità montana dei Monti Dauni Settentrionali
La Comunità montana dei Monti Dauni Settentrionali, detta anche Comunità montana del Subappenino Dauno Settentrionale, è stata una comunità montana comprendente 13 comuni della provincia di Foggia facenti parte dell'area dei monti della Daunia, nell'Appennino meridionale. La sede legale era ubicata nel comune di Casalnuovo Monterotaro.

## Storia
L'ente è stato soppresso, congiuntamente alle altre comunità montane pugliesi e  in base alla legge regionale n°36 del 2008 e successive modifiche, con decreto n° 132 del 6 febbraio 2009 del presidente della giunta regionale della Puglia. Dopo una lunga controversia legale che ha visto coinvolta anche la Corte Costituzionale, nel 2010 la regione Puglia ha approvato un nuovo provvedimento che ha soppresso definitivamente l'ente e ha provveduto successivamente alla nomina di un commissario liquidatore operante a Bovino, sede della comunità montana dei Monti Dauni Meridionali (anch'essa in liquidazione).

## Geografia fisica
L'area della Comunità montana confinava con la Campania e il Molise ed era delimitata a est dalla pianura del Tavoliere delle Puglie, a nord-ovest dal bacino del fiume Fortore e a sud dal corso del torrente Celone.
Territorialmente possedeva una superficie di 675,84 km² dei quali 537,78 km² classificati come territorio montano. I territori comunali di Alberona, Carlantino, Celenza Valfortore, Motta Montecorvino, Roseto Valfortore, San Marco la Catola e Volturara Appula rientravano interamente nella classificazione di territorio montano, mentre i territori dei restanti comuni rientravano solo parzialmente in questa catalogazione.
Ne facevano parte:
- Alberona
- Biccari
- Carlantino
- Casalnuovo Monterotaro
- Casalvecchio di Puglia
- Castelnuovo della Daunia
- Celenza Valfortore
- Motta Montecorvino
- Pietramontecorvino
- Roseto Valfortore
- San Marco la Catola
- Volturara Appula
- Volturino